# 朱一凤
朱一凤，河北涿州人，是一名清朝政治人物。进士出身。
朱一凤曾于1724年接替祖泽深任苏松道道员一职，1726年由蔡永清接任。